# بوكارو
بوكارو رمزها «BO» (بالإنجليزية: Bokaro)‏ ، هو تقسيم إداري لدولة الهند تتبع ولاية جهارخاند (بالإنجليزية: Jharkhand)‏، مركزها هو مدينة بوكارو (بالإنجليزية: Bokaro)‏ عدد سكانها حسب تعداد سنة 2001 هو 1,775,961 ، مساحتها 2,861 كم² وكثافة السكان 621 لكل كم² .